# Macua
Els macua, makua o makwa, són un poble bantu del nord de Moçambic, principalment de la província de Nampula. Alguns viuen també a Tanzània, al districte Masasi de la regió de Mtwara. Ocupen part de la regió del riu Zambezi i són en total de 8.662.500 dels que 600.000 viuen a Tanzània, i la resta a Moçambic, on el 1980 representaven el 30% de la població.

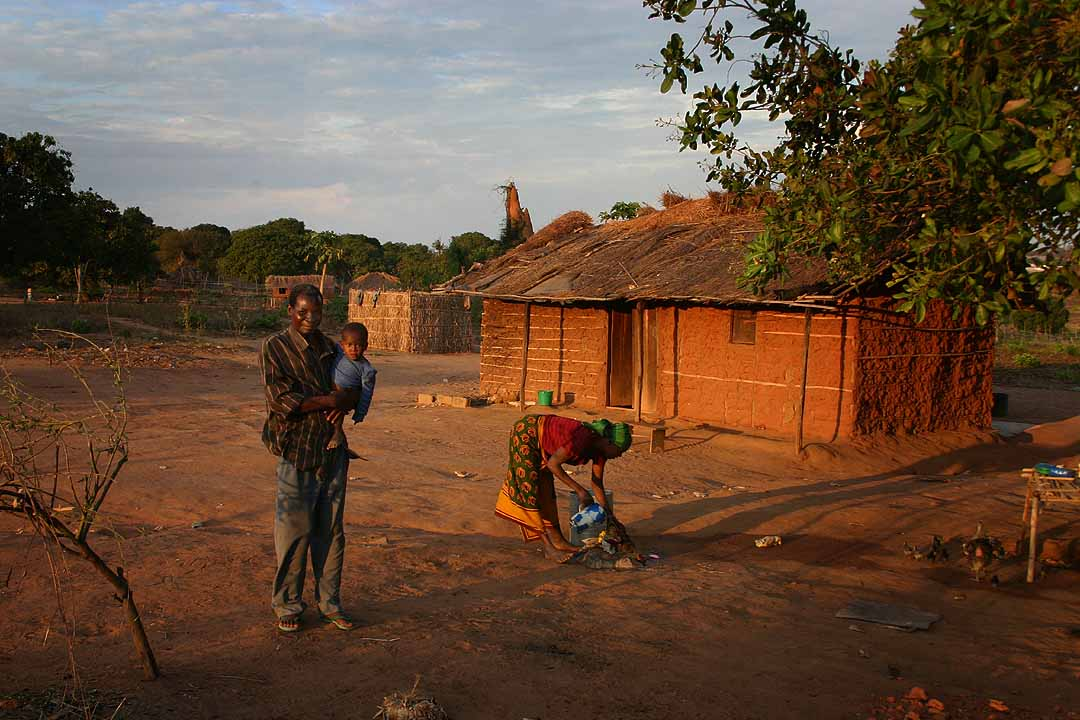
Família a la província de Nampula (Moçambic)

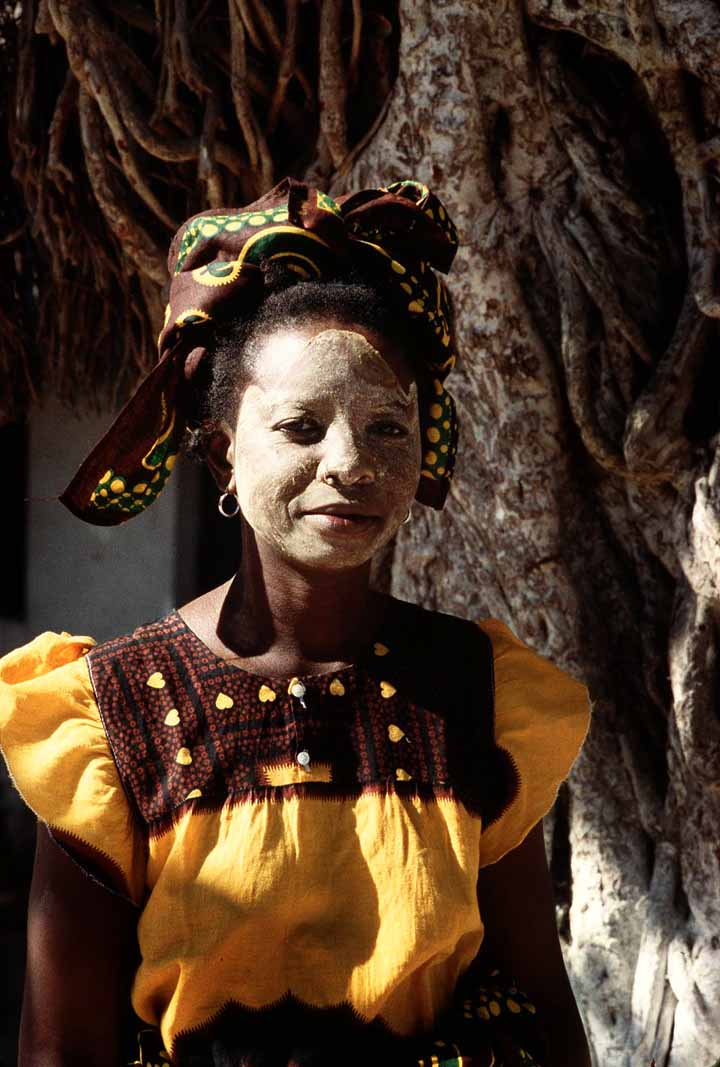
Dona emmascarada

## Religió
La majoria són cristians, amb bona part de musulmans (les conversions van començar el 1870 per confraries vingudes de les Comores) i animistes. Un grup makua viu a Sud-àfrica, principalment a la regió de Durban; aquest grup és musulmà. Conserven la descendència matrilineal fins i tot els musulmans. El 1973 es calculava que el 50% n'eren animistes, el 35% musulmans i el 10% cristians.

## Llengua
Els macua parlen la llengua macua, kimakua o makhuwa, de la família de llengües nigerocongoleses. Les primeres paraules foren donades a conèixer al món occidental per l'oficial de la marina francesa Jean Mosquet el 1607 i estaven emparentades amb el suahili. En canvi, els seus veïns wa yao rebutgen l'islam.

## Història
Els makua vivien al nord de Moçambic almenys des del segle xv. Entre 1580 i 1590 es van revoltar contra els portuguesos. Hi ha una diàspora macua establida a Sud-àfrica, concretament al barri de Bluff de la ciutat de Durban. Però a causa de la Group Areas Act foren desplaçats a la força de Bluff i establerts a Bayview, Chatsworth (Durban) el 1960. Encara que la majoria dels macua sud-africans estan establerts a Bayview, alguns viuen a Wentworth, Marianhill, Marianridge, Umlazi, Newlands East i West, Pietermaritzburg, Ciutat del Cap i Johannesburg.